# Antti Tulenheimo
Antti Agathon Tulenheimo (4 de diciembre de 1879–3 de septiembre de 1952) fue un político y catedrático finlandés del partido Coalición Nacional. Tulenheimo trabajó en la universidad de Helsinki
cómo rector, catedrático y canciller. También fue primer ministro de Finlandia en 1925 y ministro de interior de 1918 a 1919. De 1931 a 1944 fue alcalde de Helsinki. Además fue presidente de su partido entre 1921 y 1924.